# Papayeca

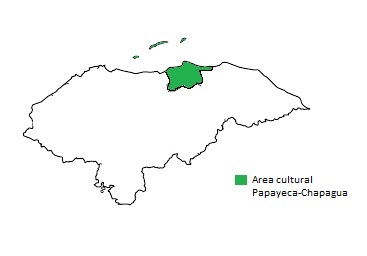
En verde las áreas donde hubo influencia lingüística y cultural Papayeca para cuando inicio la conquista.

El nombre Papayeca o Paya hace referencia a uno de los primeros grupos prehispánicos que hizo resistencia a la conquista española, se considera un extinto grupo étnico originario del actual Honduras. Se tiene evidencia que este grupo era de habla nahua relacionado con las lenguas uto aztecas y vivían en las cercanías a la actual ciudad de Trujillo, primera capital de Honduras. La segunda de estas provincias en ofrecer resistencia fue la del reino de los Chapagua.

## Historia

### Orígenes

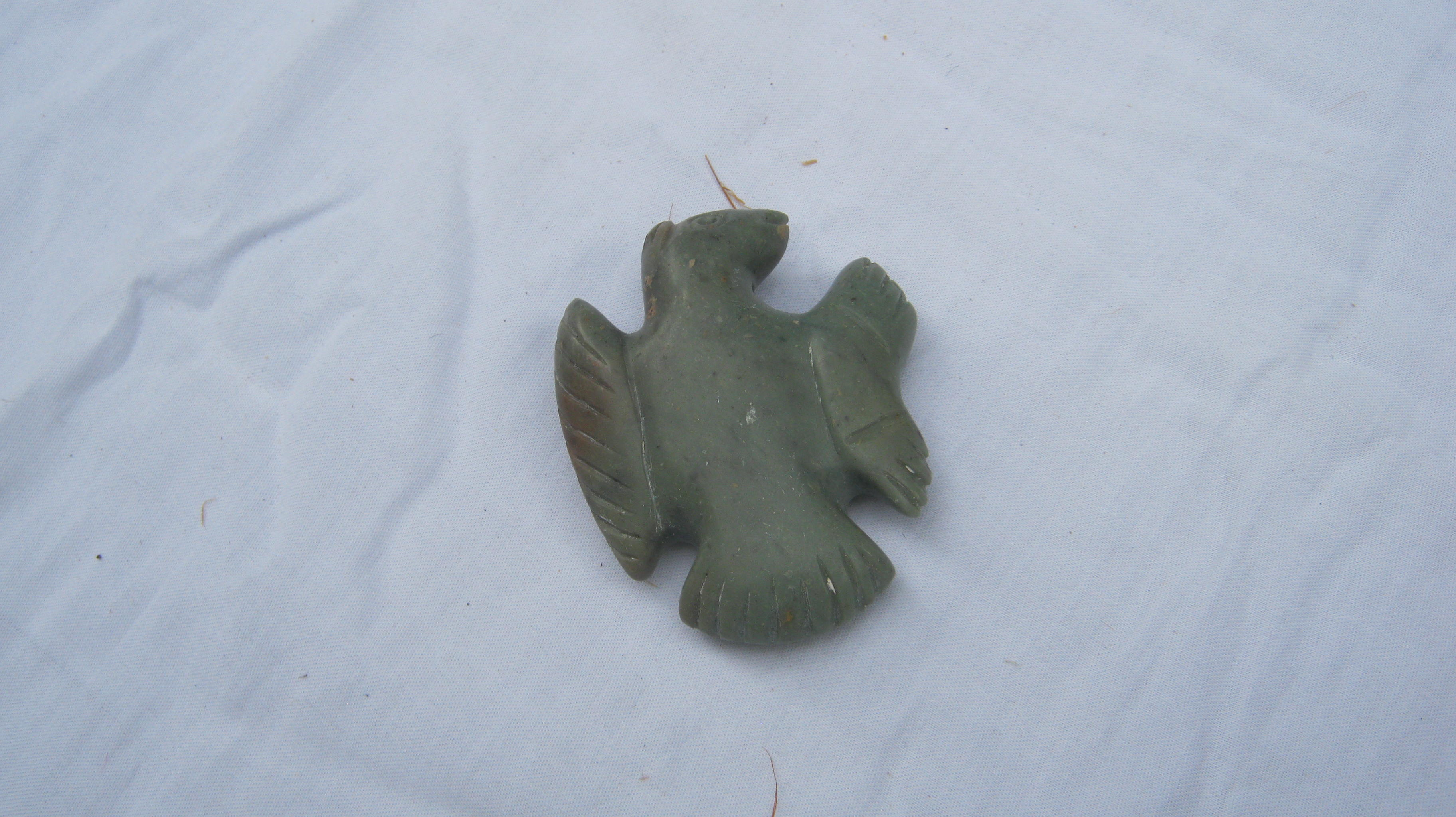
Pájaro de Jade encontrado en el departamento de Colón.

Los papayecas fue un pueblo de habla Uto azteca que llegaron posiblemente al norte de Honduras durante el Clásico tardío. También se tienen indicios que muestran que también tuvieron cierta presencia en el archipiélago de las Islas de la bahía. Al estar relacionados con los pueblos de habla Nahua es posible que también compartieran similitudes con los grupos del centro de México. Una vez establecidos en suelo centroamericano, estos se organizaron en un reino y su estructura social no diferenciaba con otros pueblos de Honduras. Al inicio de la conquista de Honduras estos fueron de los primeros en mostrar resistencia a la invasión española. 

### Conquista
Una vez arribaron los conquistadores al actual territorio Hondureño los caciques Papayecas nunca comparecieron ante estos, estos despoblaron sus pueblos y emigraron a las montañas para reorganizarse y llevar a cabo una contra⁠ofensiva. Debido a esto Hernán Cortés decidió enviar a capturar al cacique Mazatl, a quien ahorcaron, también secuestraron al cacique Pizacura, quien posteriormente fue liberado. Una vez conquistada la zona  los indígenas papayecas se sublevaron ante los españoles, esta sublevación fe encabezada por el cacique Pizacura así que se tuvo que trasladar la capital desde Trujillo hasta el valle de Naco donde se fundó la villa de Santa María de la Buena Esperanza, la nueva capital, y es así como Trujillo dejó de ser la capital de Honduras. Se cree que los papayecas fueron desapareciendo debido a las enfermedades y los constantes conflictos contra los españoles.

### Actualidad
Hoy en día el pueblo papayeca se encuentra totalmente extinto, hay muy poca información de su cultura y de su lengua más allá de las crónicas de los mismos españoles y algunos estudios hechos por arqueólogos en donde se sabe que este grupo habitó, su desaparición es una de las muestras de la catástrofe demográfica que trajo la conquista de América. Algunas de las piezas de la alfarería y artísticas de este pueblo están exhibidas en el museo de la fortaleza de Santa Bárbara. Aun existe una muy pequeña comunidad en Honduras que habla náhuatl.